# Эдмунд Лэнгли, 1-й герцог Йоркский
Эдмунд Лэнгли (англ. Edmund of Langley, 1st Duke of York, 5 июня 1341, Кингс-Лэнгли, Хартфордшир — 1 августа 1402, Кингс-Лэнгли, Хартфордшир) — первый герцог Йоркский, четвёртый выживший сын короля Англии Эдуарда III и Филиппы Геннегау, дядя Ричарда II и Генриха IV.
В возрасте двадцати одного года он получил титул графа Кембриджа, а 6 августа 1385 года Эдмунд стал герцогом Йоркским. Он является основателем Йоркской королевской династии, хотя только женитьба его младшего сына Ричарда дала Йоркам основания претендовать на трон во время «Войны Алой и Белой розы».

## Браки и дети
Первая жена Лэнгли Изабелла была дочерью кастильского короля Педро Жестокого. Этот брак принес ему двух сыновей и дочь:
- Эдуард Норвичский, 2-й герцог Йоркский (убит в битве при Азенкуре)
- Ричард Конисбург, 3-й граф Кембридж (казнён Генрихом V по обвинению в измене), его потомками были короли из Йоркской династии: Эдуард IV, Эдуард V и Ричард III.
- Констанца Йоркская (прабабка королевы Анны Невилл)

После смерти Изабеллы в 1392 году, Эдмунд Лэнгли женился на своей кузине Джоан Холланд. Второй брак оказался бездетным.
Эдмунд умер там же, где и родился, и был похоронен в местном соборе Нищенствующего ордена. Его герцогство перешло к его старшему сыну Эдуарду.

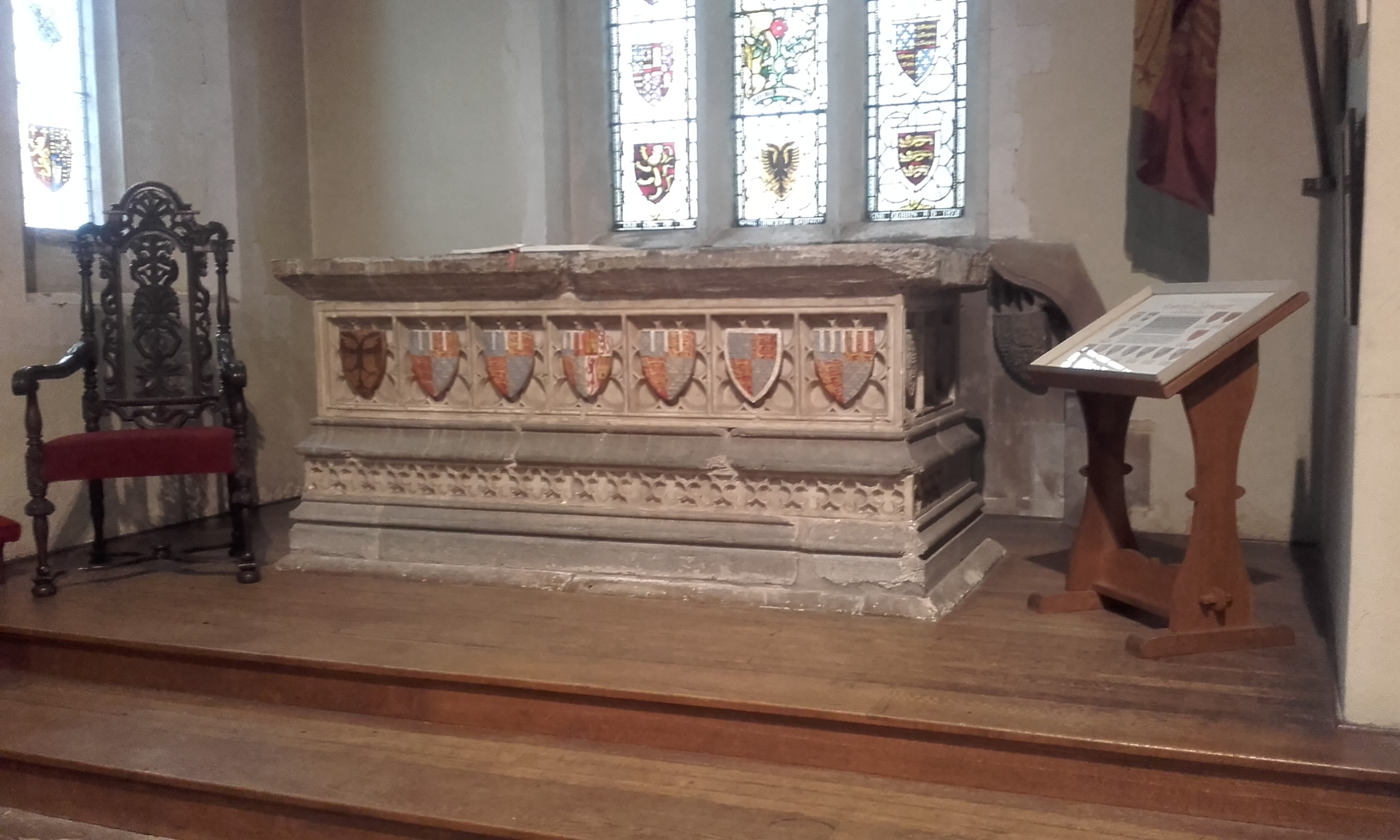
Могила Эдмунда Лэнгли в Церкви всех святых в Кингс-Лэнгли

## Образ в искусстве
- Эдмунд Лэнгли является персонажем исторической хроники Шекспира «Ричард II».
- «Ричард II» — первая часть телевизионного сериала «Пустая корона», в роли Эдмунда Лэнгли, герцога Йоркского — Дэвид Суше.